# Mon pays c'est l'amour
Albums de Johnny Hallyday
De l'amour
(2016)
Singles
1. J'en parlerai au diable
Sortie : 19 octobre 2018
2. Pardonne-moi
Sortie : 19 novembre 2018[2]

Mon pays c'est l'amour est le 51e et dernier album studio de Johnny Hallyday (le 7e chez Warner). L'enregistrement de ce disque, débuté au printemps 2017 aux États-Unis, s'est poursuivi à l'automne en France, quelques semaines avant la mort du chanteur survenue le 5 décembre, et est resté inachevé. Réalisé par Yodelice et mixé par Bob Clearmountain, l'album est publié de manière posthume le 19 octobre 2018.
En France, il se classe immédiatement numéro un des ventes d'albums, réalisant le meilleur démarrage de l'histoire, et se vend à 1 500 000 exemplaires, soit la meilleure vente de 2018 pour un album. Au niveau mondial, il s'écoule au total à 1 700 000 exemplaires, réalisant de bons chiffres dans les pays francophones et devenant l'un des albums les plus vendus en 2018.

## Histoire
Le 21 octobre 2016, jour de la sortie de son album live Rester Vivant Tour, Johnny Hallyday annonce sur RTL qu'il commence avec Yodelice et Yarol Poupaud la préparation d'un nouvel album qu'il souhaite enregistrer en 2017 à Nashville et Memphis.
En mars 2017, Johnny Hallyday confirme qu'il souffre d'un cancer du poumon. C'est dans ce contexte que quelques jours plus tard, le chanteur commence les premières séances de travail de son 51e opus, tout en poursuivant son traitement médical à Los Angeles,. Il enregistre trois titres : Je ne suis qu’un homme, Un enfant du siècle et Pardonne-moi.
À la même période à Los Angeles, Johnny Hallyday enregistre avec son ami Eddy Mitchell un duo pour l'album La Même Tribu de ce dernier, (l'album sort en novembre 2017 et le duo C'est un rocker est le dernier titre paru du vivant de Johnny Hallyday).
En juin et juillet 2017, Hallyday est sur scène aux côtés de Jacques Dutronc et Eddy Mitchell pour la tournée Les Vieilles Canailles.
En septembre, le chanteur est de retour en France, où il entame un nouveau traitement tout en poursuivant la réalisation de son prochain album au studio Guillaume Tell à Suresnes, où il enregistre sa voix sur les bases rythmiques gravées à Los Angeles durant l'été,.
Son état de santé s'aggravant, il est hospitalisé pour détresse respiratoire en novembre. Rentré chez lui après plusieurs jours d'hospitalisation, Johnny Hallyday très affaibli, meurt à son domicile de Marnes-la-Coquette le 5 décembre 2017.
Malgré la maladie, Johnny Hallyday a pu enregistrer une dizaine de titres sur les douze initialement prévus, son 51e album demeure inachevé.
En janvier 2018, Yodelice est à Los Angeles, afin de finaliser le disque. Une réalisation pour laquelle il est secondé par Yarol Poupaud et Yvan Cassar, ce dernier réalisant à Londres l'enregistrement des cordes.
Alors que l'album est en cours de mixage à Los Angeles, en février, Laura Smet et David Hallyday, qui ont conjointement entrepris une action en justice pour contester les dispositions testamentaires de leur père qui les déshérite au seul profit de son épouse Laeticia Hallyday, réclament un droit de regard sur l'album. Le fils de Johnny Hallyday fait savoir (par l'intermédiaire de son avocat) que « Respectueux du travail commencé par son père, il estimerait inconvenant de livrer au public sous le nom de Johnny Hallyday une œuvre qui ne serait pas intégralement de lui »,. Un droit de regard que l'épouse de leur père ne souhaite pas leur accorder.
Entre tourmentes médiatique et judiciaire, la sortie de l'album, un temps annoncée comme prévu au printemps et comme devant s'appeler « Je te promets », est repoussée, à l'automne 2018. Sa sortie est finalement annoncée (en septembre par la maison de disque), pour le 19 octobre 2018 sous le titre Mon pays c'est l'amour. Il contient onze titres, dix chansons sur les douze initialement prévu et un instrumental.
Le premier extrait J'en parlerai au diable sort le même jour que l'album. Le clip est réalisé par François Goetghebeur, illustré par des images tournées lors du road trip de l'artiste en septembre 2016 entre la Nouvelle-Orléans et Los Angeles.
La photo de l'album en noir et blanc est signée Dimitri Coste lors d’une session réalisée pour la couverture de l’album L’attente, sorti en 2012.

## Réception

### Réception commerciale
Sorti en version physique dans au moins trois pays francophones, l'album y a rencontré un important succès, malgré la crise du disque. Mon pays c'est l'amour a ainsi battu plusieurs records de vente.

#### Réception en France
À sa sortie, en France, l'album est déjà disque de platine grâce aux préventes, selon la maison de disques, Warner Music France. La maison de disque a mis en place un dispositif record de 800 000 exemplaires disponibles,. Toujours selon Warner, le premier jour d'exploitation, 200 000 exemplaires sont écoulés. Si l'on ajoute à cela les préventes effectuées les semaines précédentes, l'album atteint 300 000. Ce total correspond à une certification triple platine.
Il s'agit du meilleur démarrage pour un 1er jour d'un album de Johnny Hallyday depuis Sang pour sang. Ce dernier s'était écoulé à 250 000 exemplaires le premier jour en 1999. Au bout de trois jours, l'album atteint, encore une fois selon la maison de disques, 631 473 ventes physiques (CD et vinyles) et 7 000 000 d'écoutes en streaming, sans prise en compte des téléchargements. Ce chiffre en fait le disque le plus vendu de l'année en France et correspond à une certification diamant. L'album débute en tête du classement des albums en France (incluant le streaming et les téléchargements) avec 780 177 unités (selon la maison de disques), réalisant le meilleur démarrage connu de tous les temps dans le pays. Ce chiffre inclut 758 056 albums vendus en physique (dont 25 000 vinyles), 14 332 téléchargements et 7 789 unités provenant d'équivalent-streams. Il bat ainsi son propre record qui était de 305 634 exemplaires vendus en une semaine avec À la vie, à la mort en 2002,. Il est certifié disque de diamant au bout d'une semaine. Une réédition de 700 000 exemplaires physiques a été prévue.  
La seconde semaine, l'opus reste numéro un du top fusionné français avec 115 305 ventes physiques et téléchargements,. La 3e semaine, l'album est une nouvelle fois numéro un du top fusionné avec 66 900 unités (chiffres sans prise en compte du streaming),. Lors de la semaine suivante, l'album est de nouveau numéro un du top albums fusionné avec 45 700 ventes traditionnelles. Selon la maison de disque, l'album atteint 1 013 700 unités (incluant 1 000 334 ventes physiques et téléchargements) en un peu plus de 21 jours, ce qui équivaut à une certification double diamant. Cela constitue un record. Il devient également le 5e album le plus vendu de la décennie (incluant le streaming),. L'opus reste à la première place les six semaines suivantes. Ses ventes augmentent au moment de la période de Noël où le marché de la musique repart à la hausse. Selon le site web Pure Charts, l'album comptabilise 1 447 883 unités vendues, incluant 1 410 000 ventes physiques (dont 80 000 vinyles) et téléchargements à la fin de l'année, confirmant ainsi son titre d'album le plus vendu en France en 2018,,.

#### Réception dans les autres pays francophones
En Belgique, l'opus entre en tête des ventes en Wallonie et se classe 8e en Flandre à sa sortie. Il est certifié disque de platine la première semaine, pour un seuil de 20 000 unités écoulées. La 2e semaine, il se classe encore 1er en Wallonie, et 17e en Flandre. Lors de sa 3e semaine, il est une nouvelle fois à la première place en Wallonie, il se classe 37e en Flandre. La semaine suivante, il descend à la 2de place en Wallonie et à la 46e en Flandre. Lors de la semaine 5, l'opus retourne à la pole position en Wallonie. Il sort du top 50 en Flandre et atteint la 69e place. Il reste encore 5 semaines en tête des ventes en Wallonie. Il ré-entre dans le top 50 et y reste encore 2 semaines en Flandre,. L'album est le disque le plus vendu de l'année en Wallonie et 168e en Flandre,.
En Suisse, l'album débute à la première place. Il s'agit du seul album de Johnny Hallyday ayant atteint le sommet du classement national. Il se classe une nouvelle fois numéro un la 2e semaine, ainsi que la 3e. Lors de la semaine suivante, l'album descend à 4e place. Lors de sa 5e semaine, l'opus descend à la 10e place. La semaine suivante, il remonte à la 2e position et y reste une 2 semaine. Il redescend à la 3e place ensuite. Il remonte à la 1re place la semaine suivante et y reste une autre semaine. L'album se classe 3e des meilleures ventes de l'année. Dans la partie francophone, en Suisse romande, l'album débute à la première place et y reste la seconde semaine, ainsi que la 3e. La semaine suivante, il descend à la 2e place. Il remonte à la première place lors de sa 5e semaine. Il y reste 4 autres semaines.

#### Réception mondiale
L'album a intégré certains classements ITunes dans des pays non-francophones, notamment en Espagne. Il n'a cependant pas été recensé dans les classements hebdomadaires d'autres pays que ceux indiqués précédemment.
Selon le site Mediatraffic, l'album débute au sommet du classement mondial des ventes d'albums avec 805 000 unités (incluant le streaming). La seconde semaine, toujours selon le site, l'opus descend à la 4e place avec 123 000 autres unités,. Lors de sa 3e semaine, l'album est 6e avec 75 000 unités. Il dépasse ainsi le million de ventes mondiales. Lors de sa 8e semaine d'exploitation, il ré-entre dans le top 10 avec 88 000 unités. La semaine suivante, il remonte à la 8e place avec 106 000 unités. Lors de la semaine suivante, il redescend à la 10e place avec 94 000 unités. L'album s'est vendu à 1 498 000 unités au cours de l'année 2018 (incluant le streaming), selon le site Mediatraffic. Il est le 21e album le plus vendu de l'année selon le même site. Il s'agit du seul album d'un artiste français présent dans le top 40. C'est également le seul album majoritairement francophone. Selon l'IFPI, l'album s'est vendu à 1 700 000 exemplaires physiques et digitaux dans le monde durant l'année 2018, ce qui le classe 5e de son classement. Il s'agit du seul album français du top 10.
Vinyles : 0190295527402
Originales CD : 0190295616991
Originales CD Limités : 0190295617394

## Listes des titres
| Mon pays c'est l'amour | Mon pays c'est l'amour                              | Mon pays c'est l'amour                                    | Mon pays c'est l'amour  | Mon pays c'est l'amour | Mon pays c'est l'amour | Mon pays c'est l'amour | Mon pays c'est l'amour | Mon pays c'est l'amour | Mon pays c'est l'amour |
| No                     | Titre                                               | Paroles                                                   | Musique                 | Durée                  |                        |                        |                        |                        |                        |
| ---------------------- | --------------------------------------------------- | --------------------------------------------------------- | ----------------------- | ---------------------- | ---------------------- | ---------------------- | ---------------------- | ---------------------- | ---------------------- |
| 1.                     | J'en parlerai au diable                             | Pierre Jouishomme                                         | Yodelice                | 3:40                   |                        |                        |                        |                        |                        |
| 2.                     | Mon pays, c'est l'amour                             | Katia Landréas                                            | Yodelice                | 2:43                   |                        |                        |                        |                        |                        |
| 3.                     | Made in Rock'n'Roll (Let The Good Times Roll)       | JD McPherson (en) / Pierre-Dominique Burgaud (adaptation) | JD McPherson            | 2:57                   |                        |                        |                        |                        |                        |
| 4.                     | Pardonne-moi                                        | Yohann Malory, Hervé Le Sourd                             | Yodelice, Yarol Poupaud | 4:05                   |                        |                        |                        |                        |                        |
| 5.                     | Interlude (instrumental / arrangements Yvan Cassar) |                                                           | Yodelice                | 1:58                   |                        |                        |                        |                        |                        |
| 6.                     | 4 M²                                                | Pierre-Yves Lebert                                        | Yodelice                | 3:23                   |                        |                        |                        |                        |                        |
| 7.                     | Back in LA                                          | Miossec                                                   | Yodelice, Yarol Poupaud | 3:57                   |                        |                        |                        |                        |                        |
| 8.                     | L'Amérique de William                               | Jérôme Attal                                              | Yodelice                | 2:59                   |                        |                        |                        |                        |                        |
| 9.                     | Un enfant du siècle                                 | Yohann Malory, Hervé Le Sourd                             | Yodelice, Yarol Poupaud | 3:47                   |                        |                        |                        |                        |                        |
| 10.                    | Tomber encore                                       | Boris Lanneau                                             | Yodelice, Yarol Poupaud | 3:31                   |                        |                        |                        |                        |                        |
| 11.                    | Je ne suis qu'un homme                              | Yohann Malory, Hervé Le Sourd                             | Yodelice                | 4:27                   |                        |                        |                        |                        |                        |
| 37:27                  |                                                     |                                                           |                         |                        |                        |                        |                        |                        |                        |

Producteur : Yodelice

## Musiciens
Nota, source pour l'ensemble de la section :
Yodelice  : guitares (titres 1, 6, 10) - orgue Hammond B3 (1) - chœurs (9)
Dean Parks (en) : guitares (sur l'ensemble des titres, excepté 5), pedal stell (1, 8, 11)
Val McCallum (en) : guitares (sur l'ensemble des titres, sauf 5)
Davey Faragher (en) : basse (sur l'ensemble des titres, sauf 3 et 5)
Yarol Poupaud : guitare et basse (titre 4), chœurs (titre 10)
Brad Cole : piano, orgue Hammond B3 et piano électrique Wurlitzer (sur l'ensemble des titres, excepté 3 et 5)
Yvan Cassar : piano (titre 3), orgue Hammond B3 (titres 4, 11)
Amy Keys (en), Carmel Helene Gaddis : Chœurs (titres 3, 7, 11)
Éric Filey, Stefan Filey : chœurs (titre 7)
Matt Chamberlain : batterie et percussions (sur l'ensemble des titres excepté 5)
Raphael Chassin : batterie additionnelle (titre 3)
Abraham Laboriel Junior : batterie additionnelle (titre 11)
cuivres (sur les titres 2, 7, 9), arrangés par Darrell Leonard (en) :
Darrell Leonard : trompette
Joseph Sublett : saxophone ténor
Thomas Peterson : Saxophone baryton
Ira Nepus : trombone
Chorales (sur les titres 1, 6) :
Metro Voices, chef de chœurs Jenny O'Grady
Lucy Whalley : régis d'orchestre
Yvan Cassar (titres 5, 10), Romain Theret (titres 4, 6) : arrangement d'orchestre
Rupert Coulson : enregistrement de l'orchestre au studio Air Lyndhurst Studio 1 (Londres)
Sur les titres 1, 4, 5, 11 :
Katy Wooley : 1er cor
Philip Eastop, Richard Berry, Richard Bissill : cor
Phil Cobb : 1re trompette
Alistair Mackie, Jason Evans : trompette
Andy Wood : 1er trombone ténor
Mark Nightingale : trombone ténor
Roger Argente : 1er trombone basse
Ed Tarrant : trombone basse
Owen Slade : tuba
Sur les titres 4, 5, 11 :
Everton Nelson : 1er violon
Steve Morris : 2e violon
[...] : violons
Bruce White : 1er alto
[...] : altos
Ian Burdge : 1er violoncelle
[...] : violoncelle
Mary Scully : 1re contrebasse
Allen Walley, Steve Mair, Steve Williams : contrebasses

## Classements et certifications

### Classements
| Classement (2018-20)               | Meilleure position |
| ---------------------------------- | ------------------ |
| Belgique (Flandre Ultratop)        | 8                  |
| Belgique (Wallonie Ultratop)       | 1                  |
| France (SNEP)                      | 1                  |
| France (SNEP Physique)             | 1                  |
| France (SNEP Téléchargement)       | 1                  |
| Suisse (Schweizer Hitparade)       | 1                  |
| Suisse (Charts Romandie)           | 1                  |
| Monde (Mediatraffic Global Albums) | 1                  |

| Classement (2018)                         | Position |
| ----------------------------------------- | -------- |
| Belgique (Flandre Ultratop)               | 168      |
| Belgique (Wallonie Ultratop)              | 1        |
| France (SNEP)                             | 1        |
| France (SNEP Ventes)                      | 1        |
| France (SNEP Vinyles),                    | 1        |
| Suisse (Schweizer Hitparade)              | 3        |
| Monde (Mediatraffic United World Chart)*1 | 21       |
| Monde (IFPI Global Album Chart)*2         | 5        |

| Classement (2019)            | Position |
| ---------------------------- | -------- |
| Belgique (Wallonie Ultratop) | 32       |
| France (SNEP)                | 50       |
| Suisse (Schweizer Hitparade) | 41       |

#### Classement décennal
| Classement (2010-2018) | Place |
| ---------------------- | ----- |
| France (SNEP)          | 5     |

### Certifications
| Pays           | Certification | Ventes    |
| -------------- | ------------- | --------- |
| Belgique (BEA) | Platine       | 40 000    |
| France (SNEP)  | 3 × Diamant   | 1 500 000 |
| Monde          | -             | 1 700 000 |